# Seggiovia Monte Moro

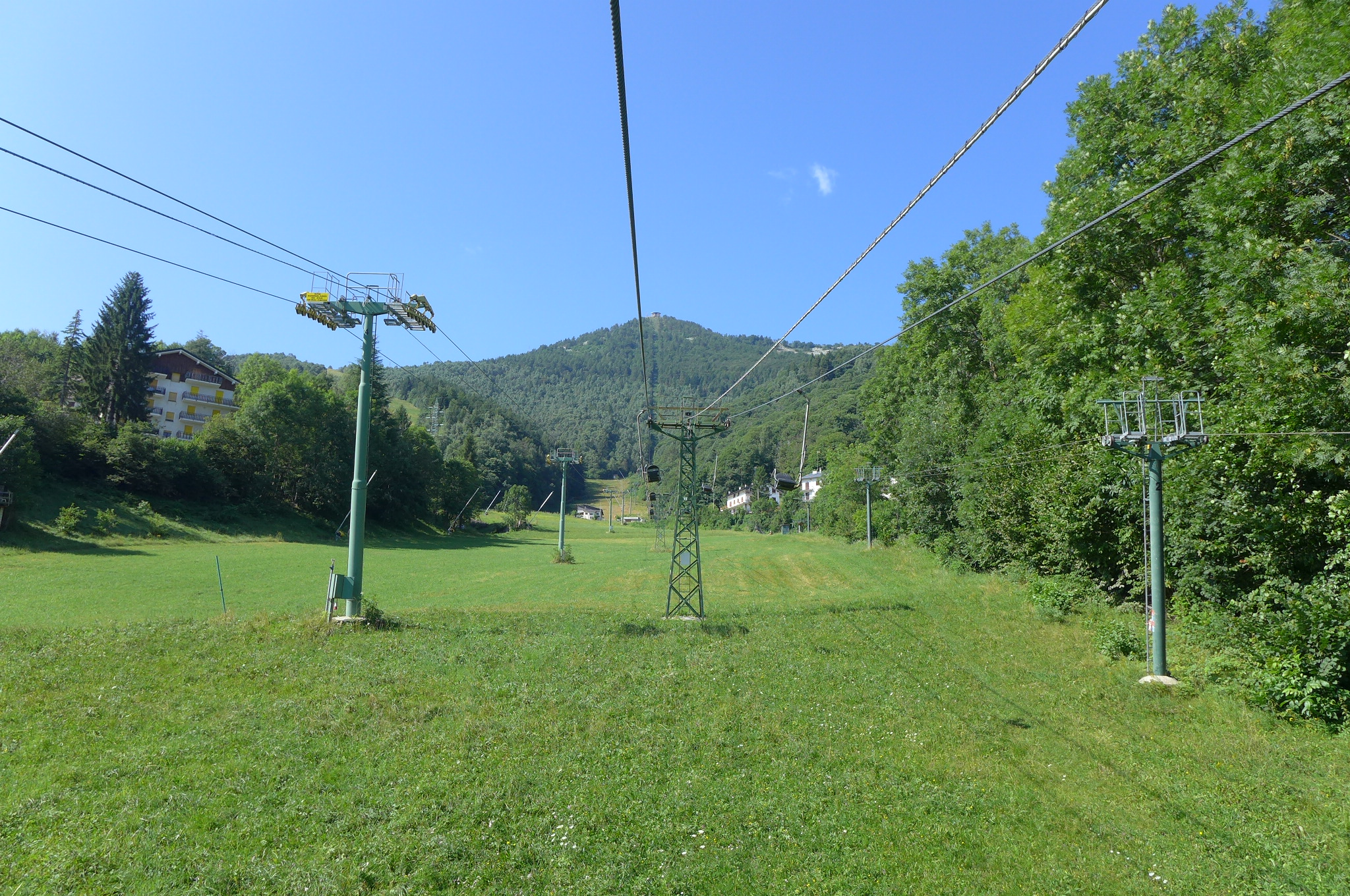
Qui vediamo la seggiovia all'inizio della linea, affiancata a sinistra dalla seggiovia biposto "Pasquieraux" (Graffer, 1980) ed a destra dallo skilift "Campetto" (F.lli Marchisio, 1968)

La seggiovia Monte Moro è un impianto storico di risalita sito nel comune di Frabosa Soprana, nel Mondolè Ski, in provincia di Cuneo, costruito nel 1958. Quest'impianto parte dagli 884 m s.l.m. di Frabosa Soprana ed arriva ai 1675 m s.l.m. della Baita delle Stelle, baita che si può anche raggiungere da una comoda strada bianca lunga 2 km da Prato Nevoso, famosa stazione sciistica del Monregalese. Inoltre, questa seggiovia detiene il record di essere la più vecchia ancora funzionante in Italia .

## Storia
La prima seggiovia del Monte Moro risale al lontano 1947, costruita dalla ditta torinese Carlevaro e Savio: tutti i materiali della seggiovia (puleggia motrice, fune, rulli, sostegni...) vennero portati a mano da Frabosa Soprana fino alla stazione di arrivo. Purtroppo, questa prima seggiovia ebbe vita breve, in quanto solo dieci anni dopo, nel 1958, venne sostituita da una più "moderna" seggiovia, questa volta costruita, però, dalla famosa ditta torinese F.lli Marchisio. Con l'arrivo della nuova seggiovia, vennero apportate delle modifiche rispetto a quella precedente: prima di tutto, la stazione motrice venne portata a monte, al fine di non farla sovraccaricare come nella precedente "versione" e anche di non far scarrucolare l'impianto, poi vennero montati molti più seggiolini (quasi il doppio: nella prima seggiovia ce n'erano 94, nella seconda 159), al fine di aumentare la portata oraria dell'impianto stesso. 
Sempre con l'arrivo della seconda seggiovia, la prima venne "ricostruita" come skilift su un tracciato simile alla seggiovia, ma più corto di un centinaio di metri. Quest'impianto, denominato "skilift Rododendro", iniziò a girare all'inizio degli anni '60 e terminò la sua "vita" nel 1992. 
L'impianto è potuto arrivare fino a noi mantenendo invariate le parti strutturali ed i sostegni a traliccio, che la contraddistinguono. Le parti elettromeccaniche sono state sostituite e reintegrate in svariate occasioni. La più importante è stata il rinnovo di vita tecnica datato 1991: le seggovie di costruzione precedente al 1960 avevano una vita tecnica di 30 anni e non di 40.
Mercoledì 20 dicembre 2023 la seggiovia di Monte Moro ha superato tutte le prove di collaudo e le verifiche della documentazione richiesta dal Ministero dei Trasporti, ottenendo l'autorizzazione al servizio.

## Dati tecnici
- Lunghezza: 2204 m
- Dislivello: 791 m
- Anno costruzione: 1947, 1957
- Ditta costruttrice: Carlevaro e Savio, Marchisio
- Velocità di esercizio: 1.7 m/s in estate e 2 m/s in inverno
- N° seggiolini: 94, 159
- N° sostegni: 25, 30 (di cui 24 appoggi e 6 ritenute)

## Curiosità
1. È stata la seggiovia più lunga d'Europa dal 1947 al 1958
2. Detiene il record di seggiovia più vecchia ancora funzionante in Italia
3. È l'unica seggiovia monoposto Marchisio ad essere arrivata a noi in modo intatto (seppur con leggere modifiche durante il corso degli anni)

## Galleria d'immagini

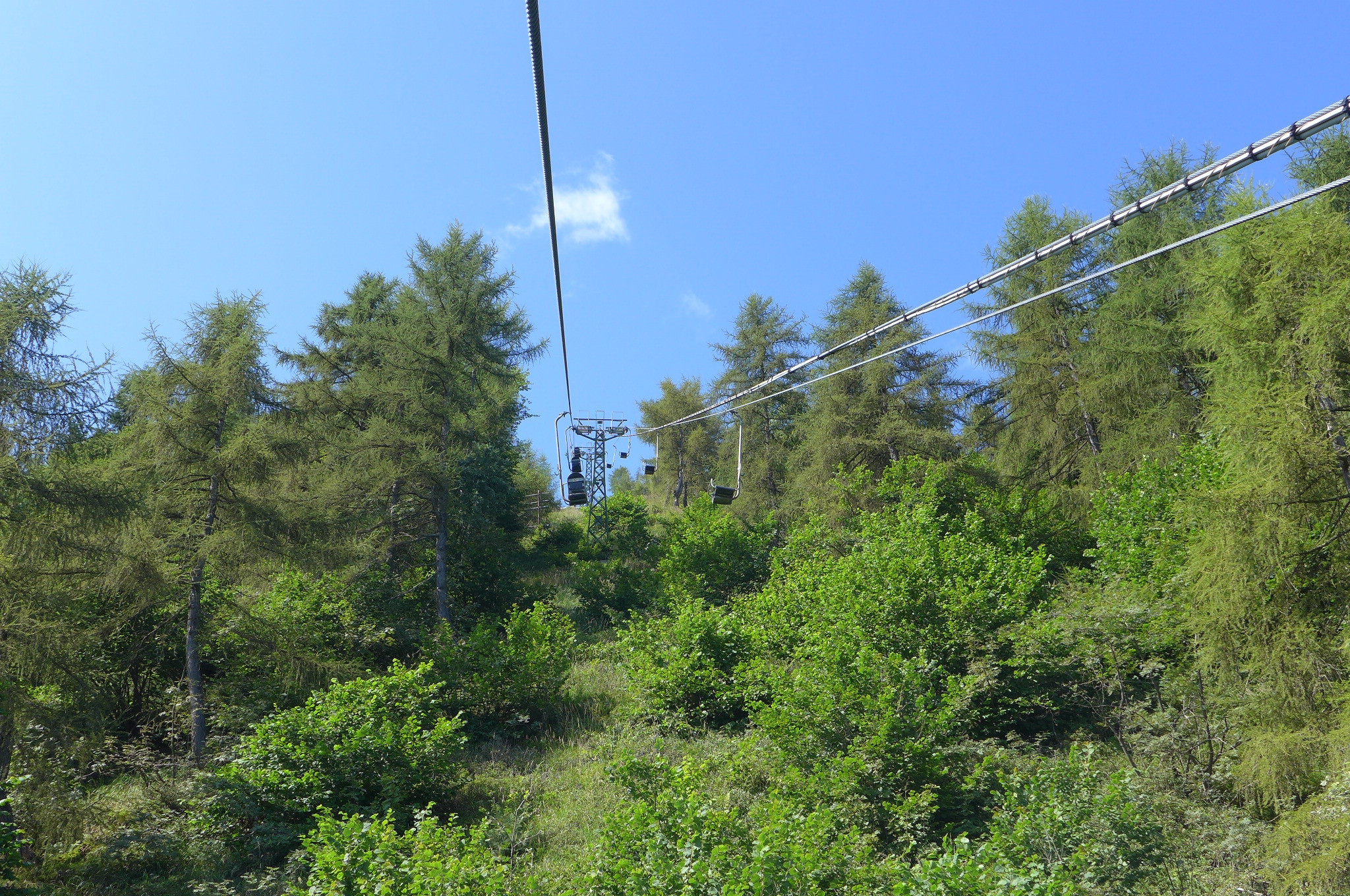
Particolare della seggiovia Marchisio: si vedano i tipici seggiolini monoposto e i tipici sostegni Marchisio dell'epoca.
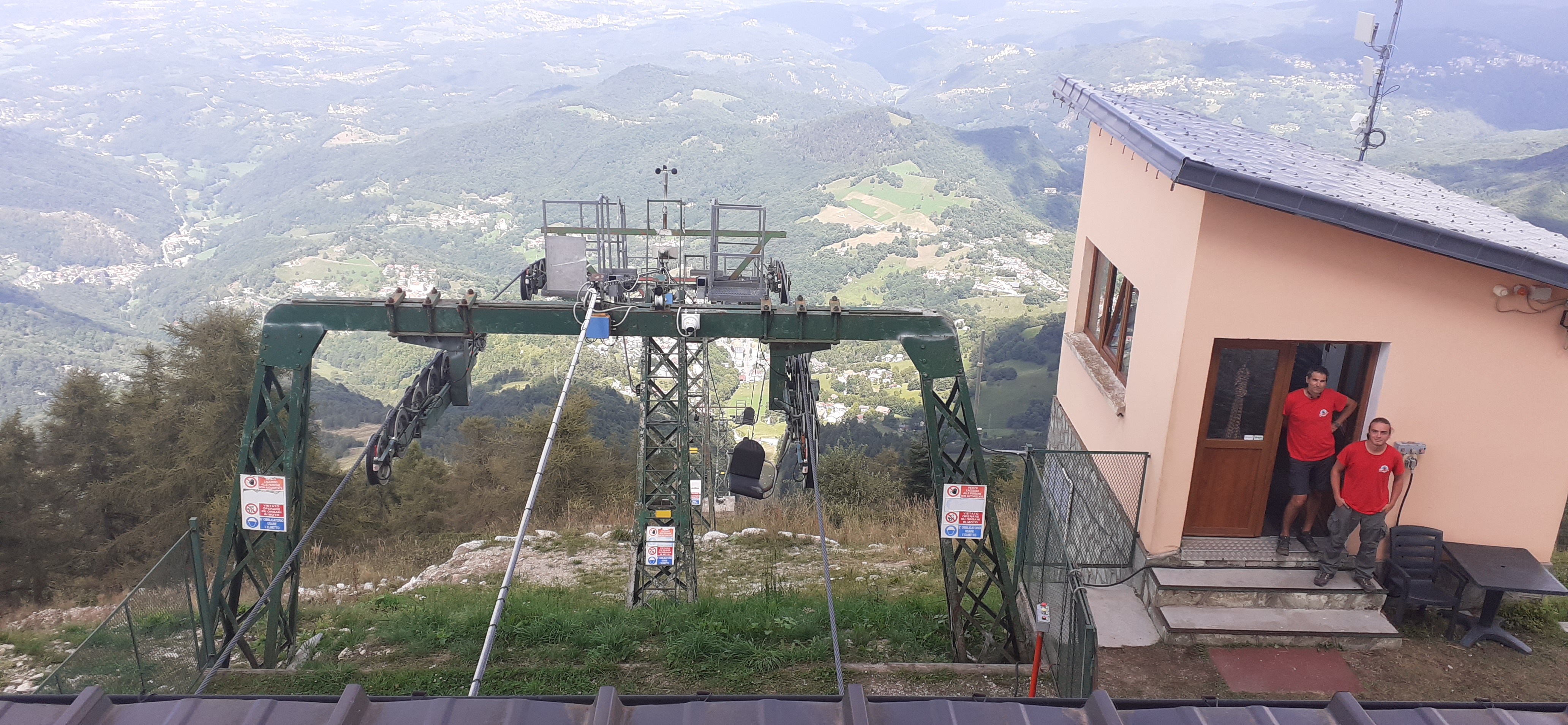
Vista dalla Baita delle Stelle verso l'arrivo della seggiovia.
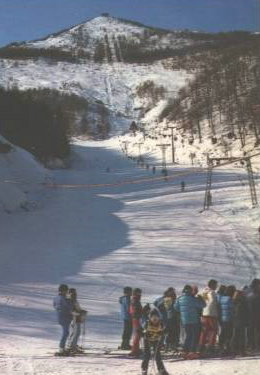
Partenza dello skilift Rododendro e linea seggiovia.
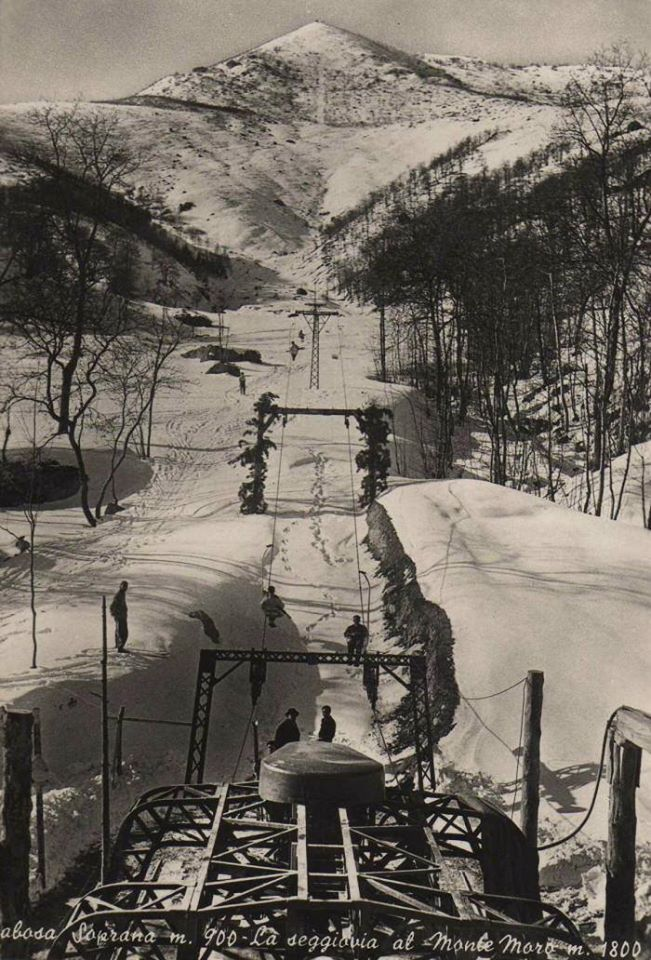
Linea della prima seggiovia del Monte Moro.